# Burg Niesten
Die Burg Niesten war eine bedeutende Burganlage im Hochmittelalter auf dem Gebiet der heutigen Stadt Weismain, Ortsteil Niesten, im Landkreis Lichtenfels in Oberfranken. Sie sicherte eine damals wichtige Handelsstraße und galt lange Zeit als uneinnehmbar. Die noch in einigen wenigen Mauerresten ruinös erhaltene Burg ist frei zugänglich. Der Burgberg und auch die Burgstelle selbst dienen als Ziegen- und Schaf-Weide. Direkt am Weg zur Burg befindet sich die kleine Höhle Eselsloch.

## Geographische Lage
Die ehemalige Spornburg stand auf einer markanten, auf drei Seiten steil abfallenden Erhebung aus Schwammkalk, dem westlichen Nebengipfel des 489,6 m hohen Kahlbergs. Der Berg ist der höchste Punkt eines ca. 1,7 km langen Bergrückens, der bei Görau im Südosten beginnt und beim Niestener Burgsporn im Westen endet. Wie die umliegenden Anhöhen und Höhenzüge gehört der Kahlberg-Bergrücken zum nordöstlichen Frankenjura im Naturraum Altenkunstadt-Buchauer Albvorland. Im Südwesten des Bergsporns befindet sich das kleine Dorf Niesten, heute ein Ortsteil von Weismain. Es liegt im sogenannten Zillertal, einem Nebental des Krassachtals, das wiederum ein Seitental des Weismaintals südlich des Mains ist.
Der Felsen unterhalb der Burgruine ist vom Bayerischen Landesamt für Umwelt als bedeutendes Geotop (Geotop-Nummer: 478R010) ausgewiesen.

## Geschichte

### Errichtung
Um die Wende vom ersten zum zweiten Jahrtausend war der Hauptort Weismain noch relativ unbedeutend und wurde selten in Urkunden und anderen Dokumenten erwähnt. Aufgrund ihrer geografisch bedeutenden Lage an der damals wichtigen Landstraße Bamberg–Scheßlitz–Weismain dürfte die Burg eine bedeutende Schutzfunktion beim Landesausbau in dieser Region durch die Markgrafen von Schweinfurt gehabt haben. Bis zum Aussterben der männlichen Stammlinie im Jahr 1057 gehörte die Gegend um den Weismain-Taltrichter zum Herrschaftsgebiet der Markgrafen von Schweinfurt. Man nimmt deshalb an, dass die Burg um das Jahr 1000 im Auftrag von Heinrich von Schweinfurt errichtet wurde. Eindeutig beweisen lässt sich dies jedoch nicht. An derselben Stelle könnte vorher eine vorchristliche Wallburg gestanden haben.
Eine andere Theorie besagt, dass Otto von Bamberg in seiner Amtszeit als Bamberger Bischof Anfang des zwölften Jahrhunderts die Burg errichten ließ. So wäre sie rund 100 Jahre jünger und von Anfang an im Besitz der Bamberger Bischöfe gewesen. Geht man davon aus, dass Heinrich von Schweinfurt Bauherr war, kam die Burg nach dessen Tod zunächst als Erbe an eine seiner Töchter und erst dann, jedoch ebenfalls um 1100, in bambergischen Besitz. In beiden Fällen wurde aber die Burg als Burghut ohne weitere Zwischenbesitzer an das Geschlecht der Edelfreien von Niesten gegeben. Ihr Name entstand mit der Beauftragung der Burghut.
Die erste urkundliche Erwähnung der Burg war 1127 oder 1128 als „municionem Nienstein“ anlässlich einer vergeblichen Belagerung durch einen Friedrich, vermutlich den Bruder des staufischen Gegenkönigs Konrad III., der zu dieser Zeit das Bistum Bamberg bedrängte. Berichtet wurde von diesem Geschehen in einem Brief des Abtes Wignand von Theres an Bischof Otto I., der als Beleg angesehen wird, dass Niesten spätestens ab diesem Zeitpunkt in bambergischem Besitz war. Wann genau innerhalb der Zeitspanne von etwa 28 Jahren die Burg in den Besitz der Bamberger Bischöfe kam, lässt sich aus den vorhandenen Quellen nicht erschließen.

### Herrschaft der Niestener
In einer Urkunde des Klosters Michelsberg wurde 1142 „Otto von Niesten“ als Burgherr genannt, der im selben Jahr die Burg als Lehen von Bischof Egilbert erhalten hatte. Als letzter Angehöriger des unabhängigen Geschlechts der Freien von Niesten wurde 1186 oder 1188 Ottos Bruder, „Fridericus de Niste“ (Friedrich von Niesten) erwähnt. Das Geschlecht war vermutlich eng mit den Edelfreien von Leutenbach (aus Leutenbach (Oberfranken)) verwandt, trat letztmals 1188 beim Verkauf diverser Besitztümer in Erscheinung und verschwand danach aus den Urkunden. Vermutlich starb das Geschlecht aus, als Otto und Friedrich am Dritten Kreuzzug teilgenommen hatten und nicht mehr zurückgekehrt waren. Da die Burg nur als Lehen vergeben worden war, fiel sie nach dem Aussterben des Niestener Geschlechts wieder an Bamberg zurück.

### Herrschaft der Andechs-Meranier
Um 1190 übergab der Bamberger Bischof Otto VI. von Andechs die Burg als bischöfliches Lehen seinem Neffen Berthold IV. von Andechs und damit an die Herzöge von Andechs-Meranien. Diese ließen die Burg durch Ministeriale verwalten. Nach dem Tod Bertholds im Jahr 1204 ging die Burg an seinen Sohn Otto I. über. Aus dem Jahr 1207 ist ein „Diepoldus de Nisten“ in meranischen Diensten überliefert; wie alle Ministerialen der Burg nannte auch dieser sich von Niesten, war aber nicht mit dem ursprünglichen Geschlecht derer von Niesten verwandt. Im Jahr 1234 ging die Burg mit dem Tod Ottos an dessen Sohn Otto II. von Andechs, Herzog von Meranien und Pfalzgraf von Burgund über. Einsam, zurückgezogen und an einer schweren Krankheit leidend, verstarb dieser am 19. Juni 1248 im Alter von 30 Jahren auf der Burg Niesten, ohne Nachkommen zu hinterlassen. Gelegentlich kam das Gerücht auf, Otto sei ermordet worden, jedoch gab es solche Gerüchte bei unerwarteten Todesfällen von Adligen öfters. Insbesondere in diesem Fall ist das Gerücht als unwahr bzw. als Sage anzusehen.
Mit dem Tod Ottos starb das Haus der Andechs-Meranier, damals eine der bedeutendsten deutschen Herrscherdynastien, aus. Damit verschwand ein wichtiger Machtfaktor im Süden des Reiches, was weitreichende Folgen für die herrschaftlich-staatliche Ordnung dieses Raumes hatte. Nach dem Tod Ottos II. übernahm dessen Truchsess Willebrand von Plassenberg die administrative Herrschaft der Burg, bis die testamentarischen Erben, Ottos Schwestern und deren Ehemänner (Beatrix von Andechs-Meranien mit Hermann II. von Orlamünde, Margarete von Andechs-Meranien mit Friedrich I. von Truhendingen und Elisabeth von Andechs-Meranien mit Friedrich III. von Nürnberg) sich über den Besitz geeinigt hatten. Auch der damalige Bamberger Bischof Heinrich I. von Bilversheim wollte die Burg wieder in den Besitz des Bistums bringen. In den nächsten zwölf Jahren folgten kriegerische Auseinandersetzungen zwischen ihm und seinen Verbündeten einerseits und den rechtmäßigen Erben auf der anderen Seite, die erst 1254 endeten.
Im Jahr darauf, am 10. Februar 1255, erhielt Heinrich I. von Bilversheim für die damals große Entschädigungssumme von 250 Mark die Burg von Willebrand von Plassenberg zurück; die Schwestern und Schwäger Ottos unterlagen im Meranischen Erbfolgekrieg. Unter dem Nachfolger von Bilversheim, Berthold von Leiningen, gab es ab 1257 erneut kleinere Gefechte mit Hermann II. von Orlamünde. Endgültig wurde der rechtmäßige Besitz der Burg dem Bamberger Stift erst durch einen Schlichterspruch, den Langenstädter Spruchfrieden, am 14. Dezember 1260 in Langenstadt bei Kulmbach zuerkannt. Aber nicht nur für die Besitzverhältnisse der Burg, sondern für den gesamten oberfränkischen Raum hatte der Tod Ottos I. weitreichende Folgen, da damit Veränderungen in der Machtverteilung in dieser Region einhergingen.

### Herrschaft der Modschiedler und des Weismainer Vogts

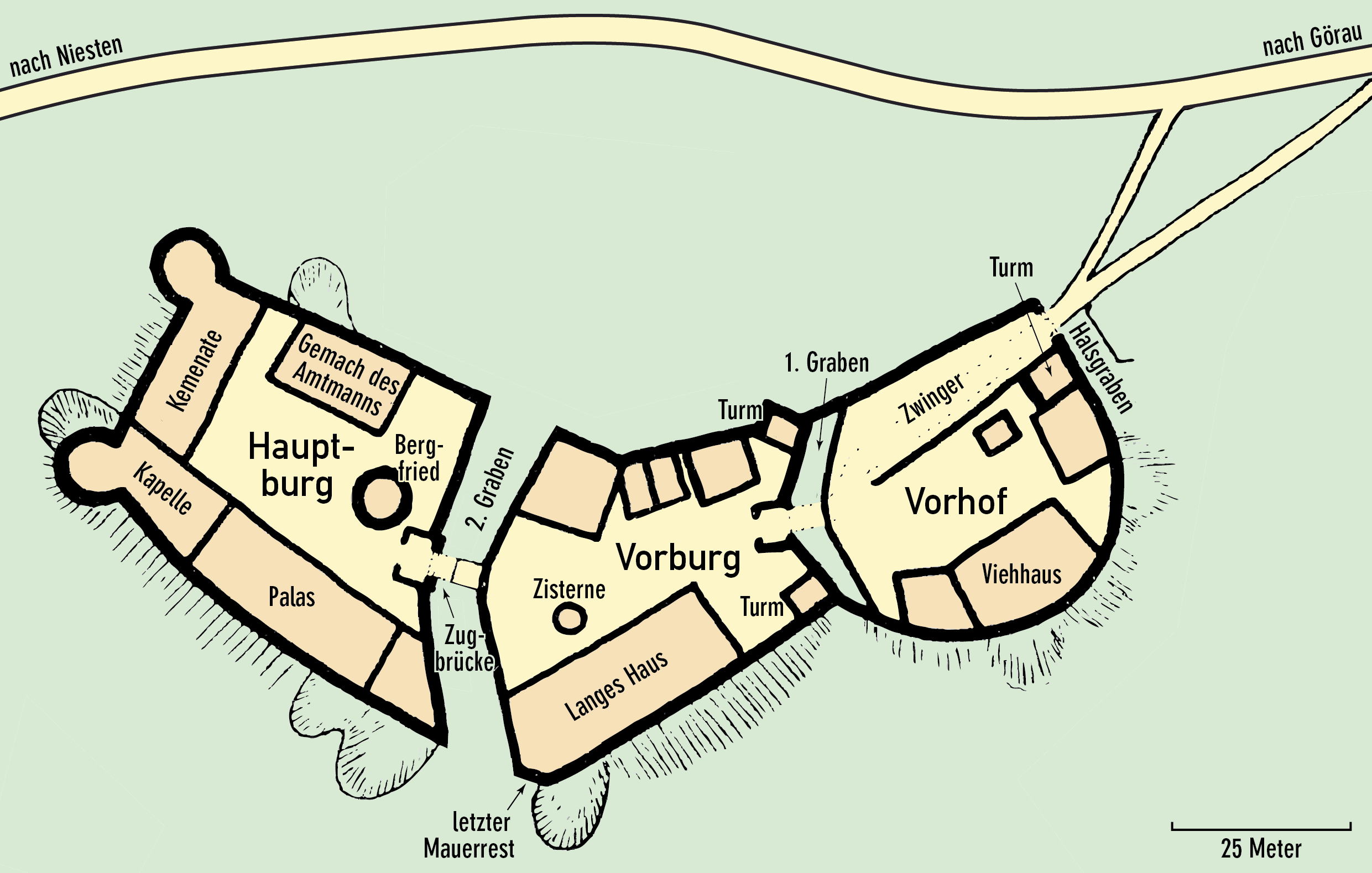
Grundriss des Burgareals in der Zeit nach den Ausbauten im 14. Jahrhundert bis zur Zerstörung im Jahr 1525

Anfang des 14. Jahrhunderts gehörte die Burg zum Besitz der fränkischen Adelsfamilie der Modschiedler und wurde entweder unter deren Herrschaft oder in der darauffolgenden Zeit, aber noch im ausgehenden 14. Jahrhundert, Amtssitz des Weismainer Vogts, der den Bamberger Bischöfen unterstand. Spätestens ab dem Jahr 1401, aus dem eine schriftliche Überlieferung erhalten ist, wurde das der Burg unterstehende Amtsgebiet offiziell „Amt Niesten“ genannt. 1499 wurde die Anlage durch den Ausbau der Vorburg, teilweise im Fachwerk-Stil, stark vergrößert.
In den folgenden Jahrhunderten war die Burg immer wieder heftig umkämpft. Der Bauernkrieg hinterließ 1525 große Zerstörungen, weshalb der Amtssitz vorübergehend nach Weismain verlegt wurde. Der Wiederaufbau der Burg erfolgte um 1528, im Anschluss daran wurde die Burg wieder Amtssitz. Im Zweiten Markgrafenkrieg wurde die Burg 1553 durch einen gelegten Brand erneut zerstört. Nach dem erneuten Aufbau wurde der Amtssitz, der zwischenzeitlich erneut in Weismain war, wieder in die Burg verlegt. Im Dreißigjährigen Krieg wurde die Burg am 12. März 1633 von Bernhard von Sachsen-Weimar im Auftrag der schwedischen Krone erobert. Das Kriegsgeschehen der Jahre 1630–1635 hinterließ erneut große Schäden an der Burg. 1691 bestimmte die Bamberger Regierung die endgültige Verlegung des Amtssitzes des Vogtes nach Weismain in das jüngere Neydeckerhaus, das heutige Rathaus.

### Niedergang

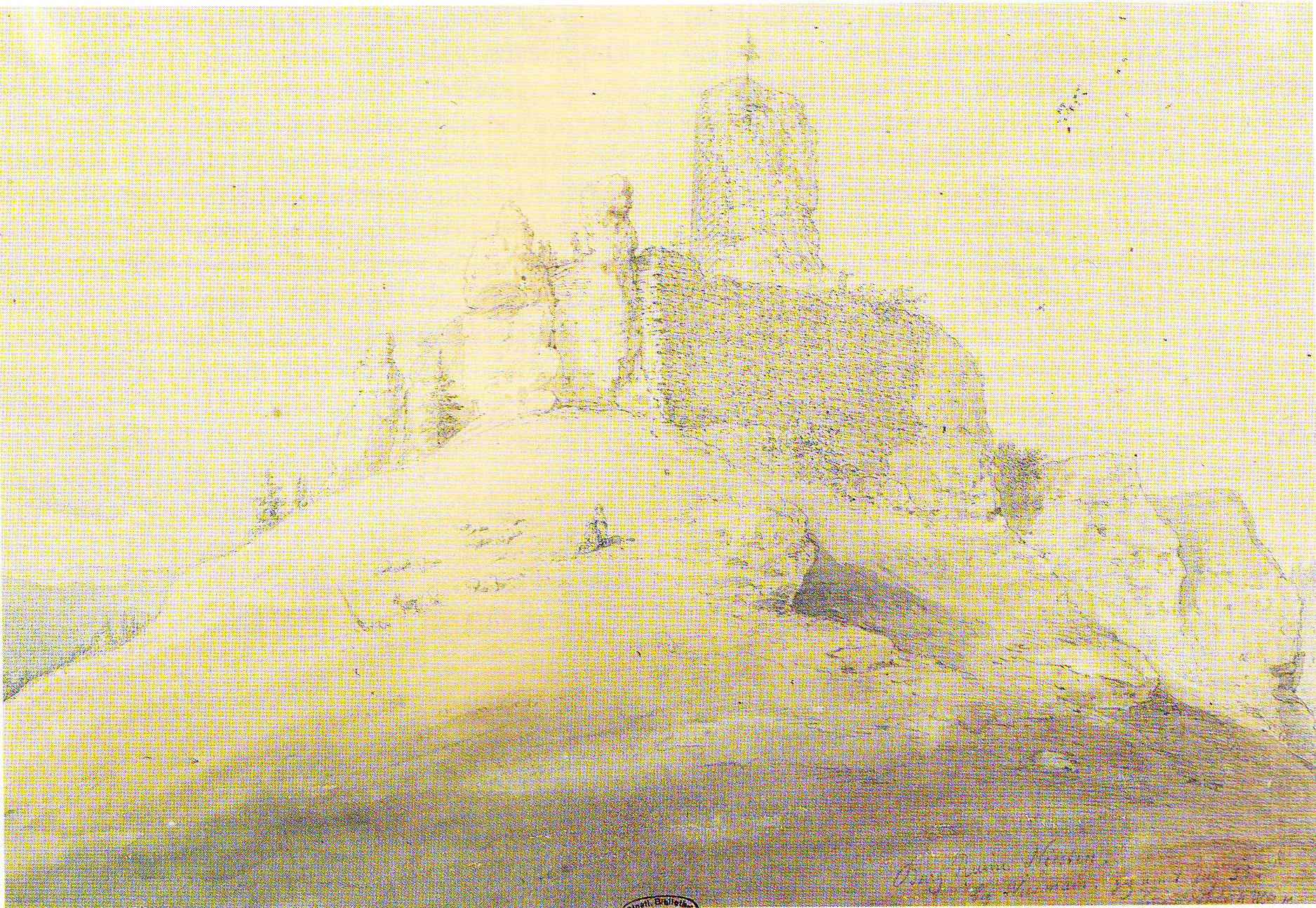
Aquarellierte Zeichnung der Burg Niesten aus dem Jahr 1835 von Carl August Lebschée

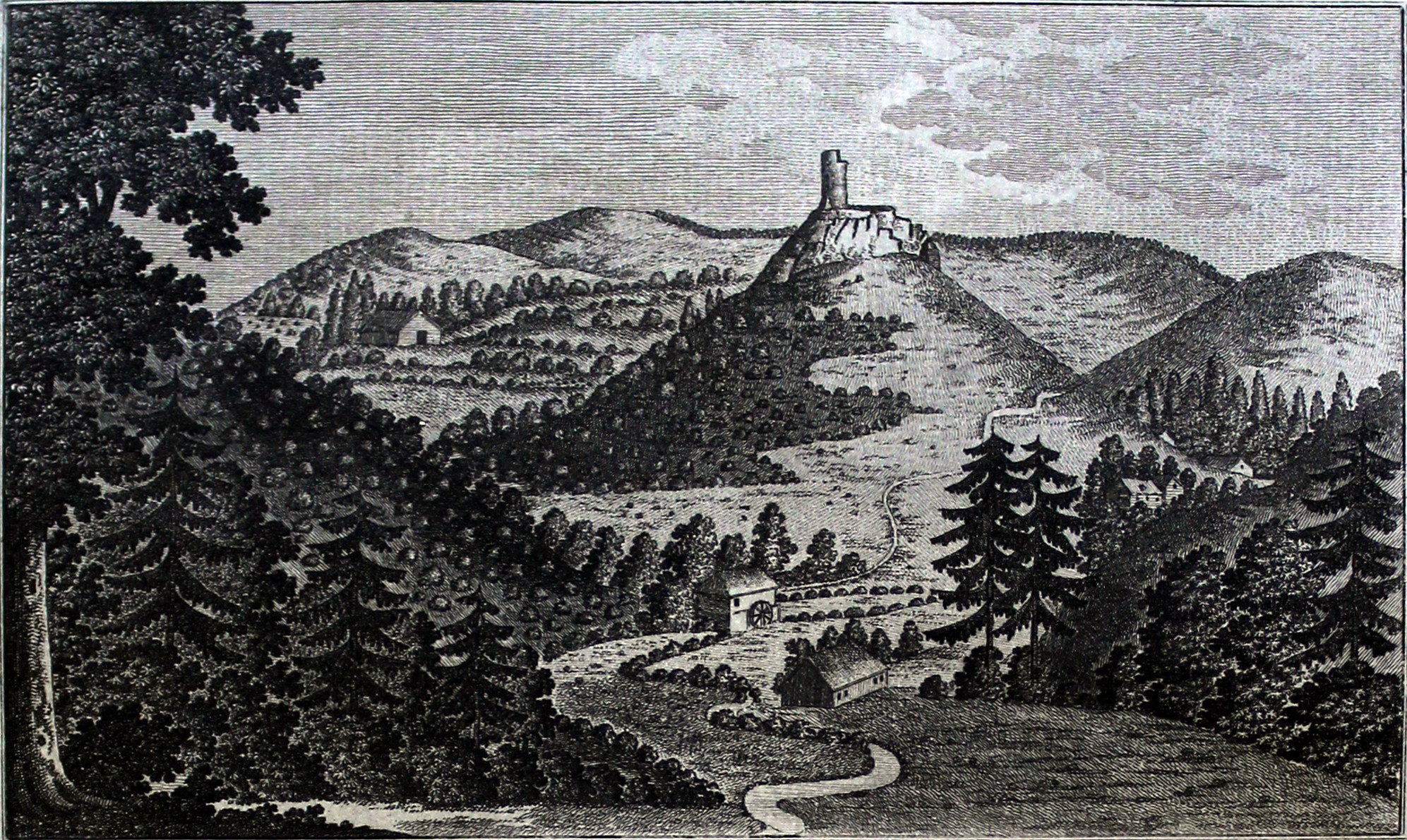
Stich der Burgruine Niesten aus dem Jahr 1855, gut zu erkennen ist noch der Bergfried, der erst 1872 abgerissen wurde

Nach dem Umzug des letzten Vogts nach Weismain im Jahr 1710 stand die Burg leer und es setzte ein langsamer Verfall der Anlage ein. 1742 wurden die Pläne, die Burg durch Justus Heinrich Dientzenhofer und Johann Jakob Michael Küchel sanieren zu lassen, endgültig verworfen. Bei einem Sturm am 28. Januar 1747 wurde die inzwischen baufällig gewordene Burg stark beschädigt. Das Dachwerk wurde aus seiner Lage gehoben und einen Meter nach Süden, auf die südliche Ringmauer, geschoben, die durch das große Gewicht gespalten wurde.
Die Anwohner unterhalb der Burg fühlten sich durch einen möglichen Einsturz der Mauer bedroht, so dass der Rest des Dachstuhls am 19. Mai 1747 auf Befehl des damaligen Bamberger Bischofs Johann Philipp Anton von und zu Frankenstein abgetragen wurde. Geplant war, das untere, rund fünf Meter hohe steinerne Stockwerk stehen zu lassen, wegen ihrer außerordentlichen Güte wurden die Steine aber abgetragen und ebenso wie Teile des Gebälks in den Weismainer Kastenhof gebracht, blieben also in der Hand der Obrigkeit. Minderwertiges Material wurde der Bevölkerung zum Kauf angeboten, teilweise wurde das Baumaterial aber auch gestohlen. Material der Burg wurde 1751 für den Stallbau im Weismainer Kastenhof verwendet. Der Bergfried blieb vorerst erhalten, da die Steine ausreichten; ein Rest davon wurde für den Bau der Mühlen in Niesten und Krassach sowie der Kreuzkapelle in Weismain verwendet. Am 18. August 1795 erwarb die Gemeinde Niesten die Ruine.
Um 1830 gab es immer wieder Initiativen, die Burg zu retten, dennoch ließ 1872 die Gemeinde Niesten den Bergfried und weitere Mauerreste abtragen. Die letzten größeren Reste stürzten 1882 ein.

## Beschreibung
Die Anlage bestand aus zwei Teilen, einer hochgelegenen Hauptburg mit einem 24 Meter hohen Bergfried, einer Kemenate, einem Palas, einem Amtshaus und der St.-Leonhards-Kapelle. als älterer, westlicher Teil der Burg. Die im 14. Jahrhundert hinzugekommene Vorburg war durch einen Graben abgetrennt und verfügte über drei kleinere Türme, einen Stall, einen Zwinger und ein „Langes Haus“. Insgesamt hatte die Burganlage drei Gräben und drei Torhäuser. Baumaterial war ortsfremder Sandstein. Heute ist nur noch ein Mauerrest aus Buckelquadern erhalten. Er befindet sich zwischen zwei Felsen und gehörte zum Langen Haus der Vorburg.

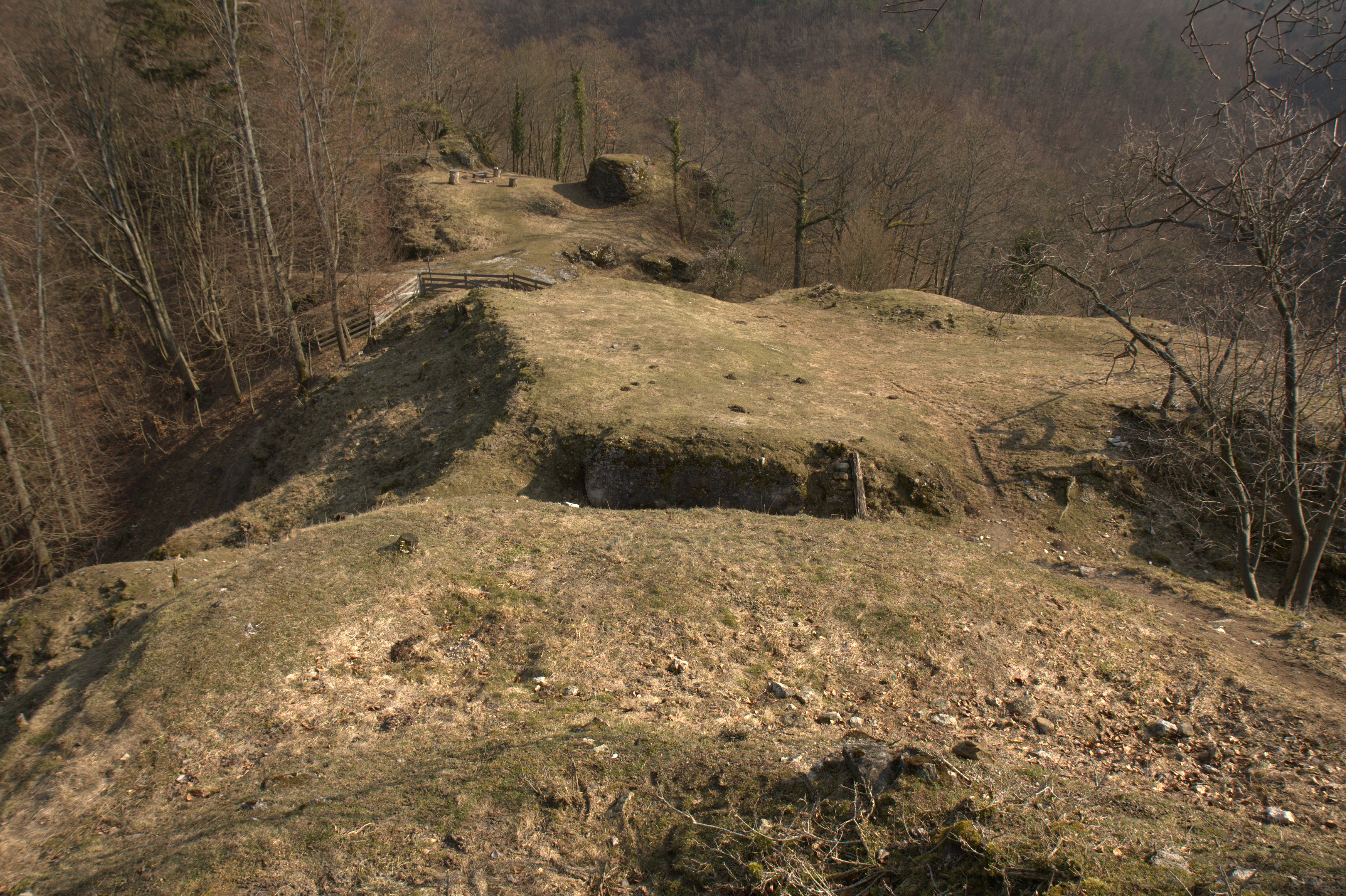
Blick von der Hauptburg auf die ehemalige Vorburg und den Vorhof, alle Teile durch Gräben getrennt
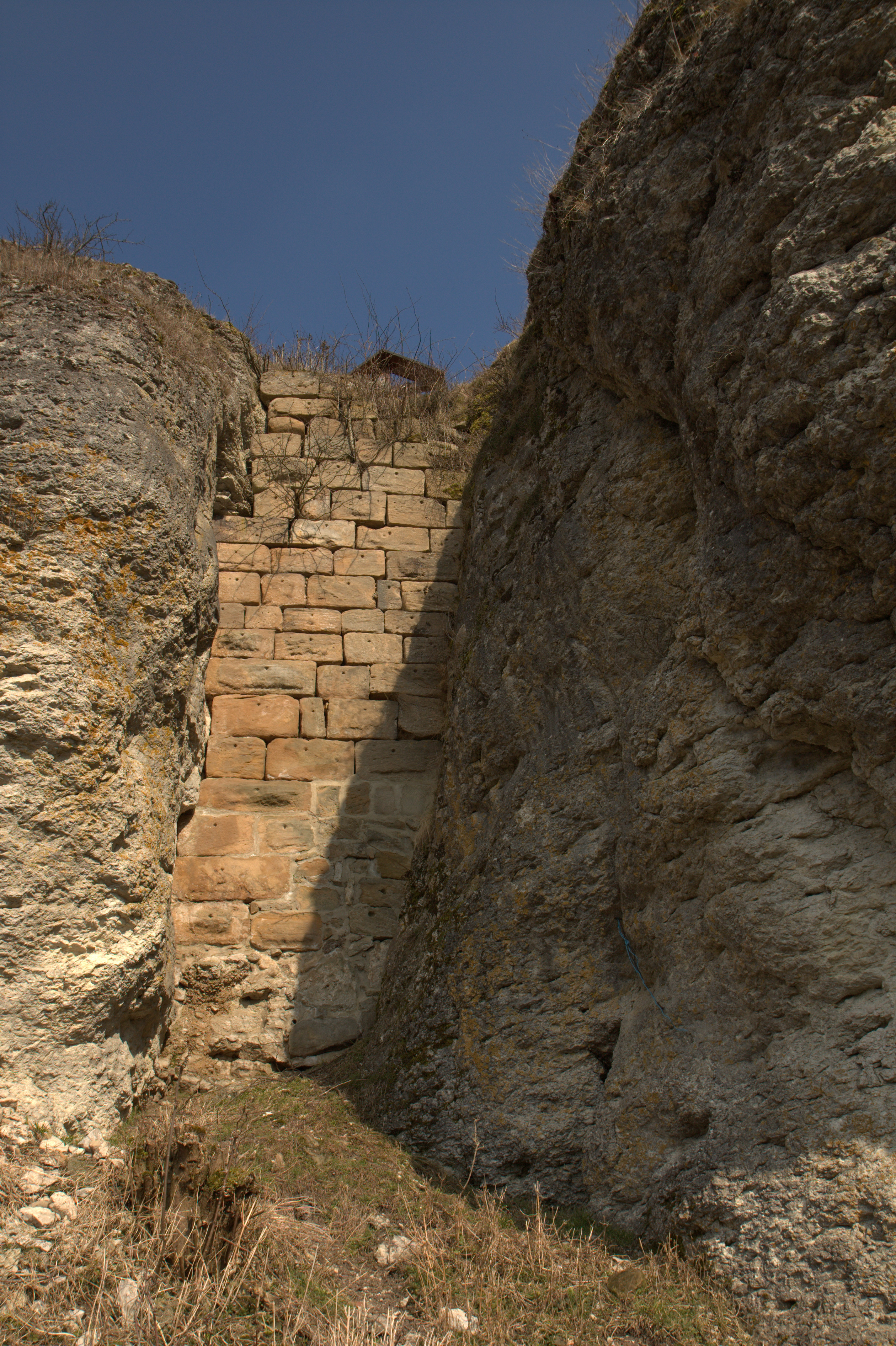
Letzter größerer Mauerrest mit Buckelquadern in einer Felsspalte (in den 2000er Jahren saniert)